# 平永盛 (平安時代)
平 永盛（たいら の ながもり）は、平安時代中期の軍事貴族。名は永成とも。承平天慶の乱に従軍した征東副将軍（上総介？）平清幹の孫で、秋田城介・平利方の子。従五位下･鎮守府将軍に叙任された。

## 経歴
長保3年（1001年）7月東三条院案主として初見。寛仁元年（1017年）敦良親王の立太子に際して春宮坊の陣頭を命じられるが、時に従五位下・中務権少輔であった。寛仁2年（1018年）1月23日、鎮守府将軍に任じられる。寛仁3年（1019年）6月陣定で審議すべき雑事を申請しているが、その内容は明らかでない。

## 系譜
- 父：平利方
- 母：不詳
- 妻：平季信娘 - 出羽弁姉妹
- 生母不明の子女
  - 男子：平頼義
  - 男子：平永衡?（?-1056?）